# Astrobunus
Astrobunus is een geslacht van hooiwagens uit de familie Sclerosomatidae.
De wetenschappelijke naam Astrobunus is voor het eerst geldig gepubliceerd in 1876 door Tord Tamerlan Teodor Thorell. 

## Soorten
Astrobunus omvat de volgende 12 soorten:
- Astrobunus bavaricus
- Astrobunus bernardinus
- Astrobunus dinaricus
- Astrobunus glockneri
- Astrobunus grallator
- Astrobunus helleri
- Astrobunus kochi
- Astrobunus laevipes
- Astrobunus osellai
- Astrobunus roeweri
- Astrobunus scoticus
- Astrobunus spinosus